# Boreostereum vibrans
Boreostereum vibrans är en svampart som först beskrevs av Berk. & M.A. Curtis, och fick sitt nu gällande namn av Davydkina & Bondartseva 1976. Boreostereum vibrans ingår i släktet Boreostereum och familjen Gloeophyllaceae.   Inga underarter finns listade i Catalogue of Life.